# Nelson Luís Kerchner
Nelson Luís Kerchner (sinh ngày 31 tháng 12 năm 1962) là một cầu thủ bóng đá người Brasil‎.

## Đội tuyển bóng đá quốc gia Brasil‎
Nelson Luís Kerchner thi đấu cho đội tuyển bóng đá quốc gia Brasil‎ từ năm 1987 đến 1990.

## Thống kê sự nghiệp
| Đội tuyển bóng đá Brasil | Đội tuyển bóng đá Brasil | Đội tuyển bóng đá Brasil |
| Năm                      | Trận                     | Bàn                      |
| ------------------------ | ------------------------ | ------------------------ |
| 1987                     | 11                       | 1                        |
| 1988                     | 4                        | 0                        |
| 1989                     | 1                        | 0                        |
| 1990                     | 1                        | 0                        |
| Tổng cộng                | 17                       | 1                        |